# Унгенский завод художественной керамики
Унге́нский заво́д худо́жественной кера́мики — завод в городе Унгень, занимающийся выпуском художественной керамики. Открыт в 1957 году. Стал первым подобным заводом в Молдавской ССР.

## История
Унгенские мастера привозили свои изделия из глины (кувшины, миски, солонки) на Унгенский базар, где городские власти в этом ремесле увидели большое будущее и решили, что в Унгенах следует открыть керамический цех. Это историческое событие успешно состоялось осенью 1957 года.
Потребности в бытовой керамике были настолько огромны, что в 70-е годы построили большой завод, первым директором которого стала Лидия Павловна Мардарь. Новый завод интенсивно рос, увеличилось число рабочих мест (до 450 человек), работало 6 больших туннельных печей беспрерывного действия, увеличился объём производства.
В 1970—80-х годах унгенская керамика была многократным участником многих промышленных выставок и ярмарок Кишинёва и Москвы. Множество раз лучшие образцы бытовой, декоративной и сувенирной керамики выставлялись во многих зарубежных странах Европы, Азии и Америки. По нескольку раз проходили выставки в Бухаресте, Софии, Познани, Лейпциге, Измире и т. д.
Много лет подряд унгенская керамика поставлялась на экспорт в Чехословакию и США.
90-е годы стали для молдавской промышленности кризисными, выпуск бытовых товаров резко сократился. В этот период завод возглавила Альбина Михайловна Бурлаченко.
В октябре 1994 года Унгенский керамический завод был преобразован в SRL «Ceramica Ungheni». Для работников завода стояла задача возродить в керамике народные, национальные традиции, которые имели своё традиционное лицо в их колорите, архитектурной форме. Местная, податливая к работе, пластичная глина позволяет создать необычные формы изделий с покрытием их разноцветными ангобами, глазурями и эмалями.
С 2001 года на заводе началось освоение декоративной керамики из белой глины.